# Hygrophoropsis
Genre
Hygrophoropsis est un genre de champignons de la famille des Hygrophoropsidaceae. Le nom signifie pseudo-hygrophore, du fait de leur forme, mais il s'agit en fait de Boletales.

## Liste des espèces
D'après speciesfungorum.org :
- Hygrophoropsis aurantiaca  (Wulfen) Maire (1921)
- Hygrophoropsis flabelliformis  (Berk. & Ravenel) Corner (1966)
- Hygrophoropsis fuscosquamula  P.D. Orton (1960)
- Hygrophoropsis laevis  Heinem. & Rammeloo (1985)
- Hygrophoropsis macrospora  (D.A. Reid) Kuyper (1996)
- Hygrophoropsis olida  (Quél.) Métrod (1949)
- Hygrophoropsis pallida  (Peck) Kreisel (1960)
- Hygrophoropsis psammophila  (Cleland) Grgur. (1997)